# Encyclopædia Iranica
Encyclopædia Iranica è un progetto che ha come obiettivo la creazione di una enciclopedia in lingua inglese autorevole e completa concernente la storia, la cultura e la civilizzazione delle popolazioni iraniche dalla preistoria ai tempi moderni. L'iniziativa è nata presso la Columbia University nel 1973, per iniziativa del suo centro di studi iranici. Il primo fascicolo è stato pubblicato nel 1982. L'opera è considerata l'enciclopedia standard per lo studio accademico dell'iranistica.
L'ambito di trattazione dell'opera va oltre l'Iran (l'antica Persia), ed include altre aree geografiche culturalmente influenzate da esso: Afghanistan, Tagikistan, Anatolia e Kurdistan, come anche alcune regioni del Caucaso, Asia meridionale, Asia centrale e Mesopotamia. Vengono approfondite nondimeno la relazioni tra il mondo iranico e altre culture (cinese, europea, ecc.).
Attualmente il progetto ha visto la pubblicazione di 15 volumi, a fronte di un numero complessivo atteso di 45. Il testo completo di molti articoli è visibile gratuitamente on-line.
Il primo responsabile del progetto è stato, dal 1973 al 2017, il professor Ehsan Yarshater. L'attuale responsabile è Elton Daniel. Nel comitato di redazione sono presenti Ahmad Ashraf, Nicholas Sims-Williams, Christopher J. Brunner, Mohsen Ashtiany, Manuchehr Kasheff, cui si affiancano oltre 40 redattori esterni provenienti dalle principali istituzioni internazionali di studi iranici. Un numero crescente di studiosi (oltre 1300 nel 2016) provenienti da tutto il mondo ha contribuito alla redazione degli articoli presenti sull'Encyclopædia Iranica.
Numerose fondazioni, organizzazioni e individui hanno supportato l'Encyclopædia Iranica. A partire dal 1979 essa è stata sostenuta dal National Endowment for the Humanities, che ha coperto fino al 2007 un terzo del budget. La lista di sponsor include l'American Council of Learned Societies, l'Union académique internationale, la Iran Heritage Foundation.